# Joaquim Marcos de Almeida Rego
Joaquim Marcos de Almeida Rego (1814 — 1880) foi um político brasileiro.
Foi presidente da província do Ceará, de 6 de julho de 1851 a 28 de abril de 1853.